# Caecidotea racovitzai
Caecidotea racovitzai är en kräftdjursart som först beskrevs av Williams 1970.  Caecidotea racovitzai ingår i släktet Caecidotea och familjen sötvattensgråsuggor.

## Underarter
Arten delas in i följande underarter:
- C. r. racovitzai
- C. r. australis